# Meryem (serial telewizyjny)
Meryem – turecki serial z 2017/2018 roku. Emitowany w Turcji przez Kanal D.
Polska premiera serialu odbyła się 28 grudnia 2020 na Novelas+.

## Fabuła
Pewna deszczowa noc na zawsze zmieni życie Meryem, Oktaya i Savasa. Tej tragicznej nocy Savas straci kobietę, którą kocha, a Meryem, z miłości do swojego narzeczonego Oktaya, przyzna się do przestępstwa, którego nie popełniła. Oktay, daleki od tak wielkiego poświęcenia, postawi swoje ambicje ponad wszystko. Meryem będzie cierpieć za nie swoje winy i pałać chęcią zemsty, aż nie przeszkodzi jej w tym miłość… 

## Obsada[1]
- Ayça Ayşin Turan
- Furkan Andıç
- Cemal Toktaş
- Açelya Topaloğlu
- Bestemsu Özdemir
- Sema Öztürk
- Serenay Aktaş
- Kenan Acar
- Uğur Çavuşoğlu
- Beste Kanar
- Serhan Onat
- Necmi Yapıcı
- Furkan Kızılay
- Mutlu Güney

## Emisja w Polsce
Serial emitowany jest w Polsce na tematycznym kanale Novelas+, premierowo o godzinie 16.40.
Lektorem serialu jest Marek Lelek. Opracowaniem wersji polskiej zajęło się Canal+.